# SeaMonkey
SeaMonkey是一個自由的開放原始碼以及跨平台的網路套裝軟體，包含一个所见即所得的可视化网页编辑器。此軟體是以Mozilla Suite為基礎建構之軟體，是Mozilla基金會旗下軟體Mozilla Suite 1.7版本的延伸，目前由旗下的SeaMonkey專案領導團體開發。
SeaMonkey在英文中指的是“豐年蝦”，所以圖示由海水和豐年蝦組成。不熟悉原文而望文生義者多誤解為“海猴子”。

## 軟體背景
在2005年3月10日，自從Mozilla基金會將軟體開發部份專注於Mozilla Firefox以及Mozilla Thunderbird之後，就宣佈Mozilla Suite這個套件從1.7版本後，不會再出現更新的版本。
儘管如此，Mozilla基金會強調仍將持續提供類似於Mozilla Suite的網路套件給Mozilla的社群成員，也因此，SeaMonkey專案領導團體（SeaMonkey Council）應運而生，就承接了Mozilla Suite開發人員的班底，進而取代Mozilla基金會，而在2006年1月30日，SeaMonkey發布1.0正式版。

### 命名過程
為了避免某些人因仍需使用Mozilla Suite而和新問世的軟體名稱混淆，因此在經過Mozilla社群成員的決議之後，於2005年7月2日宣布，將以SeaMonkey此名正式取代並繼承Mozilla Suite這個網路套件。
「Seamonkey」是Mozilla基金會在開發Mozilla Suite時所使用的專案代碼，而SeaMonkey專案領導團體（SeaMonkey Council）當時正透過Mozilla基金會進行商標的註冊許可。與此同時，該組織在SeaMonkey 1.0問世時，也將使用分立的版本計算系統。儘管SeaMonkey是使用不同的軟體名稱與版本序號，SeaMonkey 1.0的程式碼編譯基礎還是和Mozilla 1.8完全相同。
在「SeaMonkey」正式成為官方名稱之前，這個軟體專案曾一度受到長時間使用Mozilla Suite的使用者與程式測試員的批評，主要是因為大多數的使用者與程式測試員仍舊希望使用「Mozilla」或「Mozilla Suite」作為軟體的正式名稱。儘管如此，Mozilla基金會仍舊開始必要的更名計畫，藉以與該組織旗下的另一個軟體Mozilla Suite進行區別。

### SeaMonkey專案領導團體
SeaMonkey專案領導團體（SeaMonkey Council），主要負責SeaMonkey的開發、測試，以及該軟體專案的管理，目前是隸屬於Mozilla基金會的一個組織，從Mozilla Suite的開發團隊中獨立出來，現在的成員如下：
- 克里斯汀·比辛格：Gecko編碼的主要負責人，也負責使用者介面的修正與更新。
- 罗伯特·凯泽
- 伊恩·尼尔：XUL、JS的開發者。
- 尼尔·拉什布鲁克
- 克里斯托弗·托马斯

## 外部連結
- SeaMonkey 專案網站（页面存档备份，存于）（英文）
- SeaMonkey Wiki（页面存档备份，存于）（英文）
- SeaMonkey 各版本下載（页面存档备份，存于）（英文）